# Dlhé nad Cirochou
Dlhé nad Cirochou (bis 1927 „Cirocké Dlhé“; ungarisch Cirókahosszúmező – bis 1882 Cirokahosszúmező) ist mit ca. 2100 Einwohnern die viertgrößte Gemeinde in der Okres Snina in der Ostslowakei.
Das Straßendorf zwischen den Städten Humenné und Snina liegt im landwirtschaftlich intensiv genutzten Cirocha-Tal. Eingerahmt wird das Tal im Norden von den Ausläufern des Laboretzer Berglandes (Laborecká vrchovina) mit Höhen über 500 m (Patria, 532 m ü. M.) und im Süden vom Vihorlatgebirge (Vihorlatské vrchy) mit dem nahen „Hausberg“ Trislák (772 m).
Umgeben wird Dlhé nad Cirochou von den Nachbargemeinden Adidovce im Norden, Belá nad Cirochou im Osten, Modra nad Cirochou im Süden sowie Rovné und Vyšný Hrušov im Westen.
Die Fernstraße 74 von Humenné zur ukrainischen Grenze (Übergang Ubľa) führt durch Dlhé, ebenso die parallel verlaufende Bahnlinie Humenné-Snina-Stakčín. Durch die günstige Verkehrsanbindung pendeln viele Einwohner der Gemeinde in die nahe Industriestadt Humenné.
Der Ort wurde im Jahr 1342 erstmals schriftlich erwähnt.

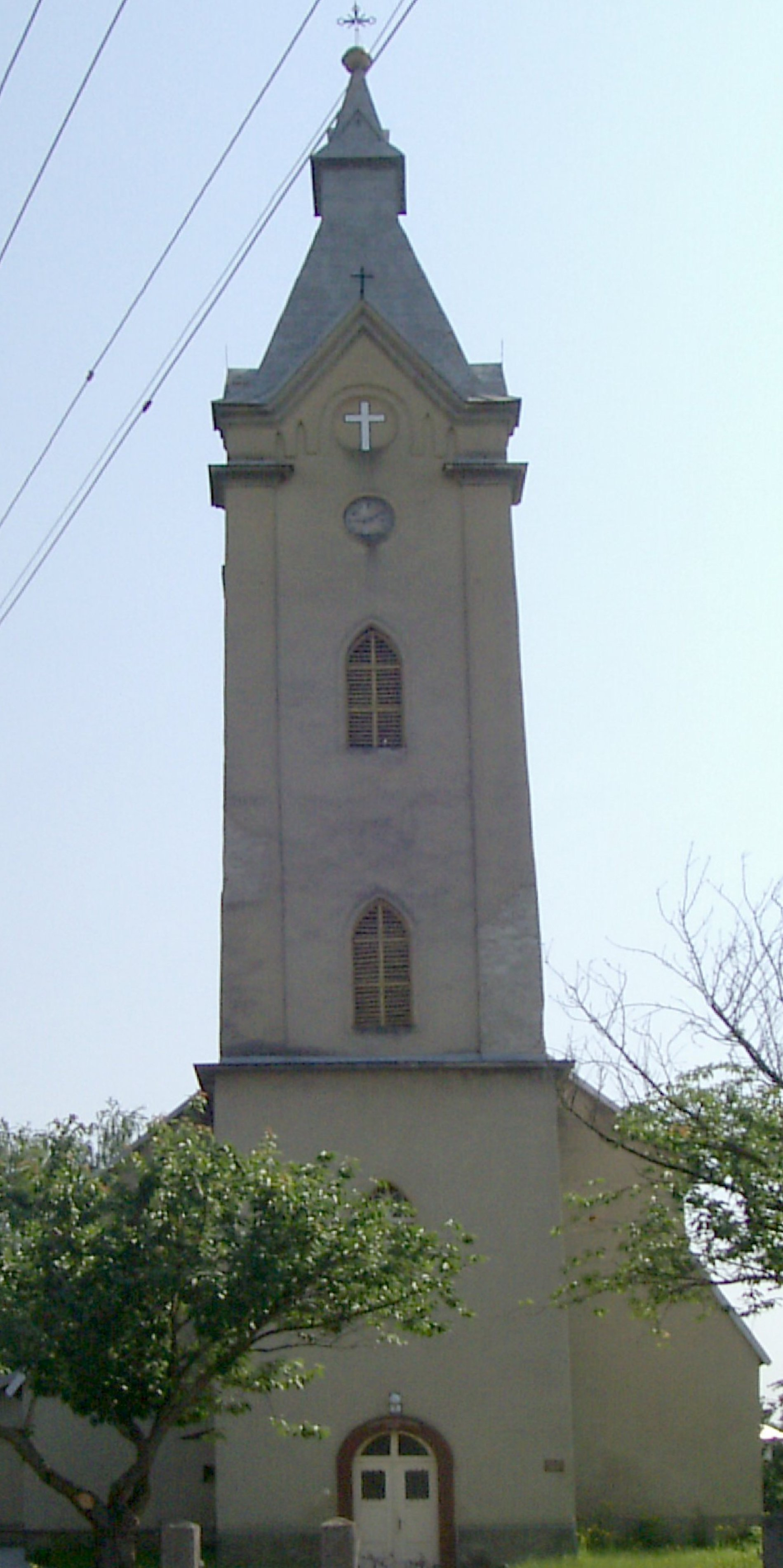
Römisch-katholische Kirche in Dlhé nad Cirochou

In Dlhé leben fast ausschließlich Slowaken. 97 % der Einwohner bekennen sich zur Römisch-katholischen Kirche.

## Bevölkerung
| Jahr                | 1994 | 2004    | 2014    | 2024    |
| ------------------- | ---- | ------- | ------- | ------- |
| Anzahl der Personen | 2029 | 2106    | 1995    | 1868    |
| Unterschied         |      | +3,79 % | −5,27 % | −6,36 % |

| Jahr                | 2023 | 2024    |
| ------------------- | ---- | ------- |
| Anzahl der Personen | 1851 | 1868    |
| Unterschied         |      | +0,91 % |

## Belege
1. ↑  Hustota obyvateľstva - obce [om7014rr_obc=AREAS_SK, v_om7014rr_ukaz=Rozloha (Štvorcový meter)]. Statistical Office of the Slovak Republic, 31. März 2025, abgerufen am 31. März 2025 (slowakisch).
2. ↑  Počet obyvateľov podľa pohlavia - obce (ročne) [om7101rr_obce=AREAS_SK]. Statistical Office of the Slovak Republic, 31. März 2025, abgerufen am 31. März 2025 (slowakisch).
3. ↑  Statistikportal MOŠ (Seite nicht mehr abrufbar, festgestellt im April 2018. Suche in Webarchiven)  Info: Der Link wurde automatisch als defekt markiert. Bitte prüfe den Link gemäß Anleitung und entferne dann diesen Hinweis.
4. 1 2  Počet obyvateľov podľa pohlavia - obce (ročne) [om7101rr_obce=AREAS_SK]. Statistical Office of the Slovak Republic, 31. März 2025, abgerufen am 31. März 2025 (slowakisch).